# 야마시타 유다이
야마시타 유다이(일본어: 山下 雄大, 2000년 8월 23일~)는 일본의 축구 선수이다.

## 구단 경력
그는 2023년 J2리그의 도쿠시마 보르티스에 입단했다. 2024년 일본 풋볼 리그의 레일락 시가 FC로 임대 이적했다. 2025년 도쿠시마 보르티스로 복귀했다.